# 1968 en science
| Années de la science : 1965 - 1966 - 1967 - 1968 - 1969 - 1970 - 1971    |
| Décennies de la science : 1930 - 1940 - 1950 - 1960 - 1970 - 1980 - 1990 |

Cet article présente les faits marquants de l'année 1968 en science.

## Évènements
- 27 avril : en France, une greffe de cœur est tentée pour la première fois par le professeur Cabrol et Gérard Guiraudon[1].
- 27 juin-2 août et 13 août-19 septembre : en Chine, découverte du site de Mancheng (Hebei) avec, entre autres, deux linceuls de jade cousus d’or destinés aux dépouilles du prince de la dynastie Han Liu Sheng (en) (mort en 113 av. J.-C.) et de son épouse Dou Wan (en)[2].
- 19 septembre : « Iris 50 », premier ordinateur français conçu par la   Compagnie internationale pour l'informatique dans le cadre du plan Calcul, est présenté au SICOB à l'occasion d'une conférence de presse[3].
- 22 septembre : fin du déplacement des temples d’Abou Simbel, en Égypte, rendu nécessaire par la construction du barrage d’Assouan et financé par la communauté internationale sous l’égide de l’UNESCO[4].
- 7 - 11 octobre : conférence de Garmisch ; l’édition des logiciels devient une science[5].
- 6 décembre : IBM annonce qu'il décide de vendre séparément le matériel et les logiciels, rompant avec son approche du système total, car les coûts de mise au point des logiciels ne cessent de grimper[6].

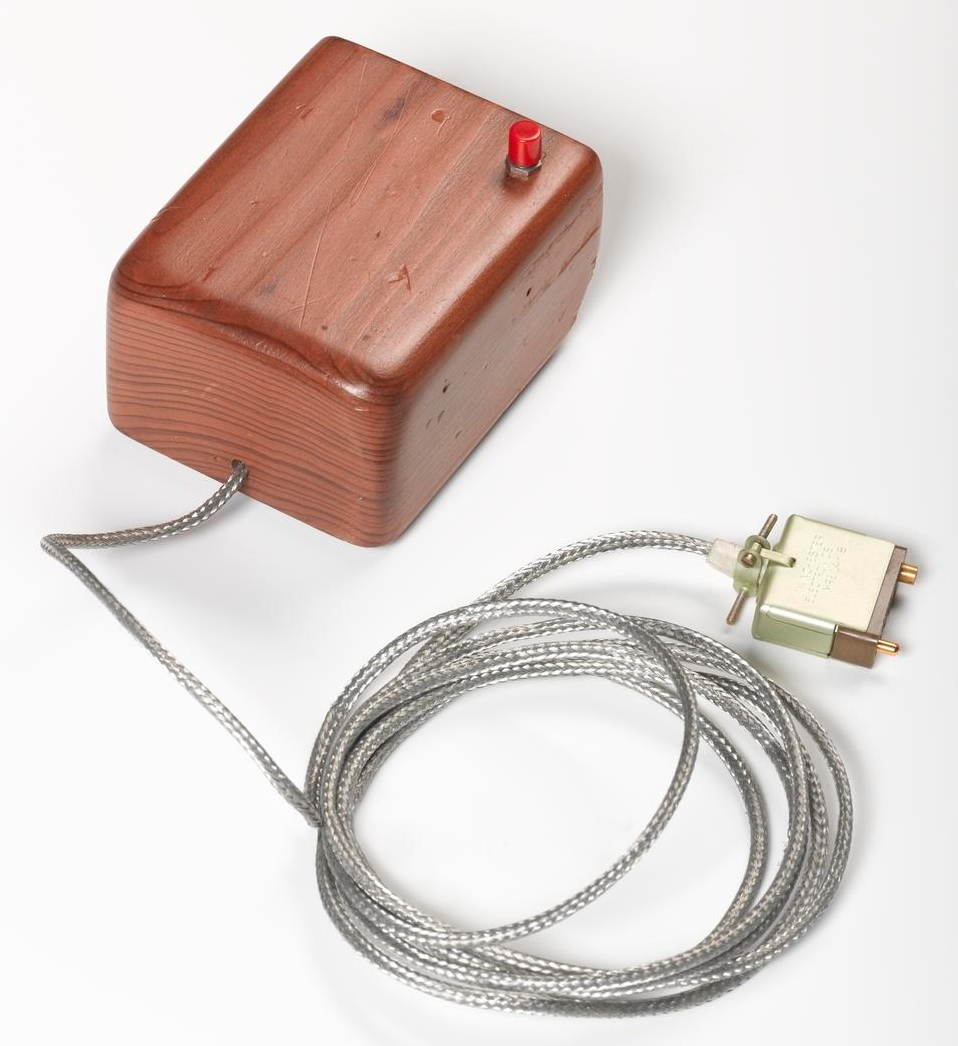
Réplique du prototype de souris d'ordinateur conçu par Douglas Englebert en 1963 et breveté en 1970, fabriqué par le Stanford Research Institute.

- 9 décembre : lors de la conférence des sociétés d'informatique tenue à l'université Stanford en Californie, dite rétrospectivement The Mother of All Demos, Douglas Engelbart et son équipe font la première démonstration de la souris d'ordinateur[7]. Promise à un bel avenir, la souris révolutionne le monde informatique. Engelbart expose également la métaphore du bureau, la visioconférence, la téléconférence, le courrier électronique et le système hypertexte[8].

- Frederick Sanger utilise du phosphore radioactif comme traceur pour déchiffrer une séquence d’ARN de 120 bases par chromatographie[9].
- Les psychologues américains John M. Darley (en) et Bibb Latané (en) démontrent pour la première fois l'effet du témoin en laboratoire, en mettant en présence des personnes cobayes avec un complice de l'expérience qui simule une crise d'épilepsie[10],[11]

### Sciences physiques
- 23 février : au CERN, le physicien français Georges Charpak met au point un détecteur de particules ionisées, la chambre à fils[12].
- 24 février : l'équipe de l'astronome britannique Antony Hewish annonce dans un article publié dans Nature la découverte du premier pulsar par Jocelyn Bell en novembre 1967 (LGM-1)[13].

- 1er juin : le physicien américain James R. Rice montre que la zone plastifiée autour d'une fissure dans un métal est indépendante de la forme de la fissure[14].

#### Astronautique

Troisième étage (S-IVB) de la fusée Saturn V, mission Apollo 8.

- 10 janvier : Surveyor 7, dernier automate américain avant la conquête de la lune par l'homme, se pose en douceur sur la Lune près du cratère Tycho dans une région montagneuse[15].
- 22 janvier : mission Apollo 5. La NASA teste en orbite terrestre le module lunaire sans équipage[16].
- 9 avril : lancement de la première fusée française « Véronique » à Kourou[17].
- 17 mai : lancement du satellite européen ESRO 2B destiné à l'étude des rayons cosmiques et des rayons X solaires[18].
- 21 septembre : première récupération d’un engin revenant de la région lunaire, la sonde soviétique Zond 5[19].
- 30 novembre : échec de la première tentative de lancement de la fusée Europa-1 complète (vol F7)[20].
- 5 décembre : lancement du satellite européen HEOS-1 d'étude de la magnétosphère et du milieu interplanétaire par une fusée Delta de la NASA[21].
- 21 - 27 décembre : première mission lunaire pilotée (Apollo 8)[16]. Première photo de la Terre vue de la Lune par les astronautes d'Apollo 8.

## Publications
- James Dewey Watson : The Double Helix: A Personal Account of the Discovery of the Structure of DNA. New York: Atheneum (1968).

## Prix
- Prix Nobel
  - Physique : Luis Walter Alvarez
  - Chimie : Lars Onsager (norvégien)
  - Physiologie ou médecine : Robert W. Holley (Américain), Har Gobind Khorana (Américain né au Pakistan), Marshall Warren Nirenberg (Américain)

- Prix Lasker
  - Prix Albert-Lasker pour la recherche médicale fondamentale : Marshall Nirenberg, Gobind Khorana, William Windle (de)
  - Prix Albert-Lasker pour la recherche médicale clinique : non attribué

- Médailles de la Royal Society
  - Médaille Copley : Tadeusz Reichstein
  - Médaille Darwin : Maurice Yonge
  - Médaille Davy : John Warcup Cornforth et George Joseph Popjak (de)
  - Médaille Hughes : Freeman Dyson
  - Médaille royale : Gilbert Roberts, Walter Thomas James Morgan (en), Michael Francis Atiyah
  - Médaille Rumford : Dennis Gabor

- Médailles de la Geological Society of London
  - Médaille Lyell : Maurice Black
  - Médaille Murchison : Gilbert Wilson
  - Médaille Wollaston : Raymond Cecil Moore

- Prix Jules-Janssen (astronomie) : Karl-Otto Kiepenheuer
- Prix Turing : Richard Hamming
- Médaille Bruce (Astronomie) : Willem Jacob Luyten
- Médaille Linnéenne : A. Gragan (d) et Thomas Maxwell Harris
- Médaille d'or du CNRS : Boris Ephrussi

## Naissances

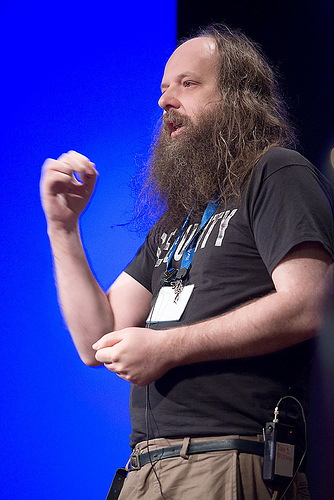
Alan Cox

- 20 janvier : Grégor Marchand (mort en 2023), archéologue français.

- 20 février : Clifford Johnson, physicien théoricien et mathématicien britannique.

- 15 mars : Xavier Leroy, informaticien français.
- 18 mars : Leon van der Torre, logicien néerlandais.
- 5 avril : Serge Vaudenay, cryptologue français.
- 19 mai : Theo de Raadt, ingénieur en informatique vivant au Canada.

- 13 juin : Hui Cao, physicienne sino-américaine.

- 22 juillet : Alan Cox, informaticien britannique.
- 25 juillet : Lars Magne Ingebrigtsen, programmeur norvégien.

- 12 septembre : Zdeněk Moravec, astronome tchèque.
- 25 septembre : Luís Barreira, mathématicien portugais.

- 3 novembre : Jamie Zawinski, hacker américain.
- 10 novembre : Annette Oxenius, immunologiste suisse.
- 20 novembre : James Dutton, astronaute américain.
- 22 novembre : Rasmus Lerdorf, programmeur danois et canadien.
- 28 décembre :
  - Michael Hopkins, astronaute américain.
  - Akihiko Hoshide, ingénieur et astronaute japonais.

- Klaus Knopper, informaticien allemand.
- François Letellier, informaticien français.

## Décès

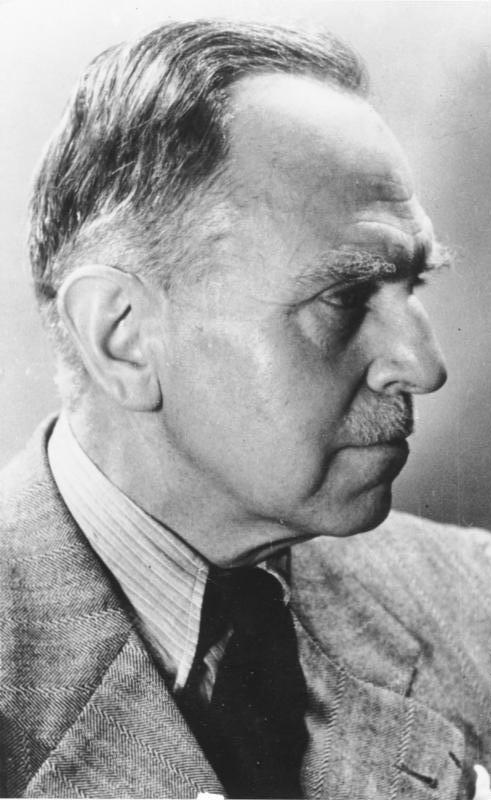
Otto Hahn

- 1er janvier : Louis Berthe (né en 1927), ethnologue français.
- 2 janvier : Cuno Hoffmeister (né en 1892), astronome allemand.
- 26 janvier : Paul Pascal (né en 1880), chimiste français.
- 29 janvier : Donald deAvila Jackson (né en 1920), psychiatre américain, pionnier de la thérapie familiale.

- 3 février : Carl Krauch (né en 1887), chimiste et industriel allemand.
- 21 février : Howard Walter Florey (né en 1898), pharmacologue australien, prix Nobel de physiologie ou médecine en 1945.

- 27 mars : Youri Gagarine (né en 1934), cosmonaute soviétique, 1er homme dans l'espace.

- 1er avril : Lev Landau (né en 1908), physicien russe, prix Nobel de physique en 1962.
- 8 avril :
  - Harold D. Babcock (né en 1882), astronome américain.

- 16 juillet : Hu Xiansu (né en 1894), botaniste chinois.
- 28 juillet : Otto Hahn (né en 1879), chimiste allemand, prix Nobel de chimie en 1944.
- 19 août : George Gamow (né en 1904), physicien, astronome et cosmologiste américano-russe.
- 20 septembre : Dinsmore Alter (né en 1888), astronome et météorologue américain.
- 25 septembre : Hans Günther (né en 1891), anthropologue allemand.
- 27 septembre : William Hume-Rothery (né en 1899), métallurgiste britannique.
- 27 octobre : Lise Meitner (née en 1878), physicienne allemande.
- 18 décembre : Dorothy Annie Elizabeth Garrod (née en 1892), archéologue et préhistorienne britannique.